# Thea Segall
Thea Segall (n. 13 mai 1929, Burdujeni, Suceava, România – d. 25 octombrie 2009, Caracas, Venezuela) a fost o fotografă română emigrată în Venezuela.